# Söldner-X: Himmelsstürmer
Söldner-X: Himmelsstürmer est un jeu vidéo développé par SideQuest Studios et édité par Eastasiasoft, sorti en 2007 sur PC (Windows). Une adaptation sur la console PlayStation 3 a vu le jour en 2008.
Premier jeu du studio indépendant SideQuest Studios, Söldner-X est un shoot them up à scrolling horizontal. La version PC est proposée dans une édition limitée (3000 copies), First Print Limited Edition, comprenant la bande originale et un livre de 52 pages, Söldner-X: Tactical Reference Book. La version console, disponible en téléchargement sur le PlayStation Network, implémente diverses améliorations.

## Musique
| - Compositeur, arrangeur : Rafael Dyll - Date de sortie : 14 décembre 2007 1. Opening/Prologue 2. Logo 3. Mercenary-X (Main Theme) 4. Soldier unleashed 5. Industrial Menace 6. Running mad (Berserker mode) 7. Hyper Space Assault 8. The Eye of the Storm 9. War above the Clouds 10. BIG trouble 11. Compulsion to destroy (Boss Victory) 12. New High-Score 13. Game Over 14. Lurking Evil 15. The End 16. Back to the Roots (Credits) 17. Cutscene (Instrumental) |

| - Compositeur, arrangeur : Rafael Dyll - Date de sortie : 3 novembre 2008 - N° catalogue : EAS-S0002 - Prix : US$ 14.90 1. Opening/Prologue 2. Logo 3. Mercenary-X (Main Theme) 4. Soldier unleashed 5. Running mad (Berzerker I) 6. BIG trouble 7. Industrial Menace 8. Hit and Run (Berzerker II) 9. Bite me! (Dance to the Dragon Mix) 10. Hyper Space Assault 11. Massive Attack Syndrome (Berzerker III) 12. Juggernaut 13. The Eye of the Storm 14. War above the Clouds 15. Lord of the Wind 16. Compulsion to destroy (Boss Victory) 17. New High-Score 18. Game Over 19. Lurking Evil 20. Serenity (game select) 21. The Square Root of Cube 22. The End 23. Back to the Roots (Credits) 24. Cutscene (Instrumental) 25. The Hero (Alternative Hi-Score) |

La musique de jeu est l'œuvre de l'allemand Rafael Dyll. La bande originale est disponible dans l'édition limitée du jeu sur PC (17 pistes). Une version étendue, Söldner-X: Himmelsstürmer OST Complete Edition (25 pistes), incluant les morceaux additionnelles de la version PS3, a été commercialisée le 3 novembre 2008.